# Bright's Goodyears de Détroit
Les Bright's Goodyears de Détroit est une franchise de hockey sur glace ayant évolué dans la Ligue internationale de hockey.

## Historique
L'équipe a été créée en 1945 à Détroit au Michigan et évolua dans la LIH jusqu'en 1949, jouant ses rencontres au Olympia Stadium de Détroit. L'équipe fut une des quatre franchises fondatrices de la LIH.

Les Bright's Goodyears prirent part aux deux premières finales de la coupe Turner de la ligue, mais ne purent jamais mettre la mains sur le trophée.

### Saisons en LIH
| Saison    | PJ | V  | D  | N | BP  | BC  | Pts | Classement              | Séries éliminatoires         | Entraîneur          |
| --------- | -- | -- | -- | - | --- | --- | --- | ----------------------- | ---------------------------- | ------------------- |
| 1945-1946 | 15 | 9  | 3  | 3 | 70  | 21  | 90  | 1er rang LIH            | finaliste de la Coupe Turner | Omer Drouillard     |
| 1946-1947 | 28 | 13 | 9  | 6 | 154 | 128 | 32  | 3e rang LIH             | finaliste de la Coupe Turner | Omer Drouillard     |
| 1947-1948 | 30 | 13 | 14 | 3 | 157 | 149 | 29  | 4e rang LIH             | défaite en 1re ronde         | Clarence Drouillard |
| 1948-1949 | 31 | 8  | 16 | 7 | 135 | 154 | 28  | 5e place, division Nord | défaite en 1re ronde         | Clarence Drouillard |